# Pseudojuloides
Genre
Pseudojuloides est un genre de poisson appartenant à l'ordre des Perciformes, et à la famille des Labridae. 

## Liste d'espèces
Selon World Register of Marine Species (5 octobre 2015) :
- Pseudojuloides argyreogaster (Günther, 1867)
- Pseudojuloides atavai Randall & Randall, 1981
- Pseudojuloides cerasinus (Snyder, 1904)
- Pseudojuloides elongatus Ayling & Russell, 1977
- Pseudojuloides erythrops Randall & Randall, 1981
- Pseudojuloides inornatus (Gilbert, 1890)
- Pseudojuloides kaleidos Kuiter & Randall, 1995
- Pseudojuloides mesostigma Randall & Randall, 1981
- Pseudojuloides pyrius Randall & Randall, 1981
- Pseudojuloides severnsi Bellwood & Randall, 2000
- Pseudojuloides xanthomos Randall & Randall, 1981

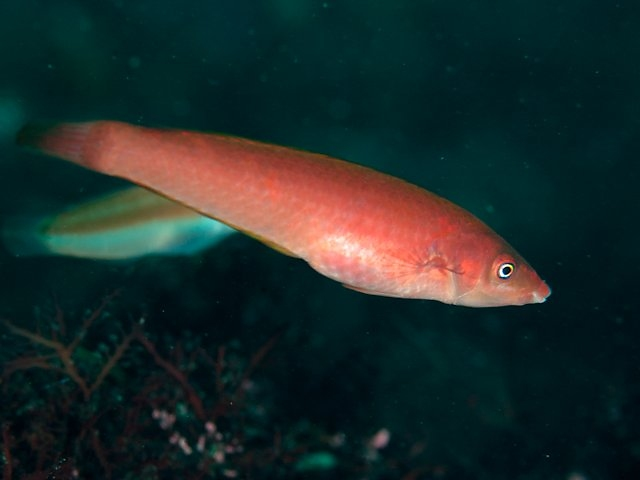
Pseudojuloides elongatus
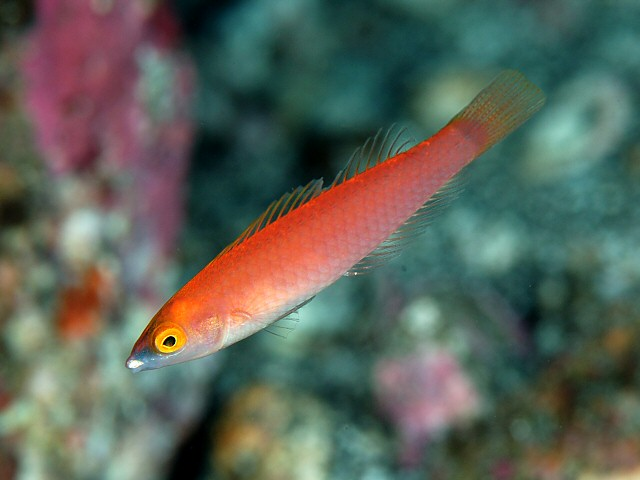
Pseudojuloides severnsi